# Senožaty
Senožaty település Csehországban, a Pelhřimovi járásban. Senožaty Vojslavice, Křelovice, Koberovice, Syrov és Želiv településekkel határos. Lakosainak száma 849 fő (2024. január 1.).

## Népesség
A település lakosságának változását az alábbi diagram mutatja:
| Lakosok száma | 1419 | 1380 | 1328 | 889  | 808  | 717  | 729  | 758  | 795  | 849  |
|               | 1869 | 1890 | 1921 | 1950 | 1980 | 2001 | 2017 | 2019 | 2022 | 2024 |